# 瓦爾特·列文
瓦爾特·亨德里克·古斯塔夫·列文（英語：Walter Hendrik Gustav Lewin，1936年1月29日—），中文亦譯華爾達·盧文，荷蘭裔美國人，天体物理学家，曾在麻省理工学院擔任物理教授。
列文在天文物理學上的貢獻包括了，藉於氣球觀測發現第一個緩慢的旋轉中子星，以及衛星與天文台X射線偵測之研究。列文因教學傑出而獲得許多獎項，他在edX及MIT OpenCourseWare上的線上物理相關學習課程也相當知名，這些課程每年的觀看次數約二百萬次。
在2014年，麻省理工學院發現列文曾經性騷擾一位線上學習的學生，最後麻省理工學院決定移除所有線上平台的相關課程，並終止與列文的關係。

## 生涯
童年
1936年1月29日，瓦爾特·列文出生在荷蘭海牙，不過當時正值第二次世界大戰及納粹的反猶太主義時期，這對列文的影響很大。猶太人祖父母古斯塔夫及艾瑪·萊溫皆在1942年於奧斯威辛集中營遭到殺害，還是死於斑疹及飢餓(影片連結)。而猶太人父親瓦爾特·西蒙·列文則為了保護列文及他的一家，在不告訴任何人的情況下擅自離開直到二戰結束，避免他們遭受到無辜的波及，僅留母親及孩子們相依為命。1944年時，甚至發生了荷蘭大飢荒，一家只能靠啃食樹皮及鬱金香的球莖過活。雖然如此，不過他的父母親經營了一間小學校，這讓列文對教學產生了熱愛。列文曾表示，「這是或多或少正常的童年」。
大學及博士時期
1965年，瓦爾特·列文在荷蘭的代尔夫特理工大学獲得他的原子核物理博士學位，並在1966年，到麻省理工学院(MIT)任博士后研究员和助理教授。而後於1968年晉升為物理系副教授，1974升為正式教授，在這期間他教授高中物理。
學術生涯
期中，瓦爾特·列文獲得了"2003 Everett Moore Baker Memorial Award for Excellence in Undergraduate Teaching"。

## 著作
- Lewin, Walter; Goldstein, Warren, For the Love of Physics: From the End of the Rainbow to the Edge of Time - A Journey Through the Wonders of Physics （页面存档备份，存于）, Simon and Schuster, 2011. ISBN 978-1-4391-0827-7
  - 《我在MIT燃燒物理魂》，華爾達·盧文、沃倫·高斯坦，蔡承志譯。遠流，2012年5月。ISBN 978-957-32-6972-4
- Lewin, Walter; van der Klis, Michiel (editors), Compact stellar X-ray sources （页面存档备份，存于）, Cambridge ; New York : Cambridge University Press, 2006. ISBN 978-0-521-82659-4
- Lewin, Walter H.G.; van Paradijs, Jan; van den Heuvel, Edward P.J., (editors),  X-ray binaries （页面存档备份，存于）, Cambridge ; New York : Cambridge University Press, 1995. ISBN 0-521-41684-1
- Truemper, J.; Lewin, W.H.G.; Brinkmann, W., (editors), The evolution of galactic X-ray binaries （页面存档备份，存于）, Dordrecht, Holland ; Boston : D. Reidel Pub. Co.; Hingham, MA : Sold and distributed in the U.S.A. and Canada by Kluwer Academic Publishers, 1986. ISBN 90-277-2184-X

## 延伸閱讀
- Clark, Kim. . US News and World Report. 2008-01-10  [2009-01-08]. （原始内容存档于2009-03-31）.
- Rimer, Sara. . The New York Times. 2007-12-19  [2007-12-19]. （原始内容存档于2019-05-03）.

## 外部連結
- Walter Lewin's page at MIT （页面存档备份，存于）
- MIT Physics Department website （页面存档备份，存于）
- Walter Lewin's Physics I Course Page with Video Lectures
- Walter Lewin's Physics II Course Page with Video Lectures
- Walter Lewin's Physics III Course Page with Video Lectures
- WalterLewin's Physics I Course Archive.today的存檔，存档日期2012-12-05 on iTunes U (needs iTunes)
- WalterLewin's Physics II Course on iTunesU (needs iTunes)
- WalterLewin's Physics III Course on iTunesU (needs iTunes)
- The Elegant Universe PBS Video featuring Walter Lewin （页面存档备份，存于）
- Walter Lewin Playlist （页面存档备份，存于） Appearance on WMBR's Dinnertime Sampler （页面存档备份，存于） radio show February 4, 2004